# 운동의 신경생물학적 효과

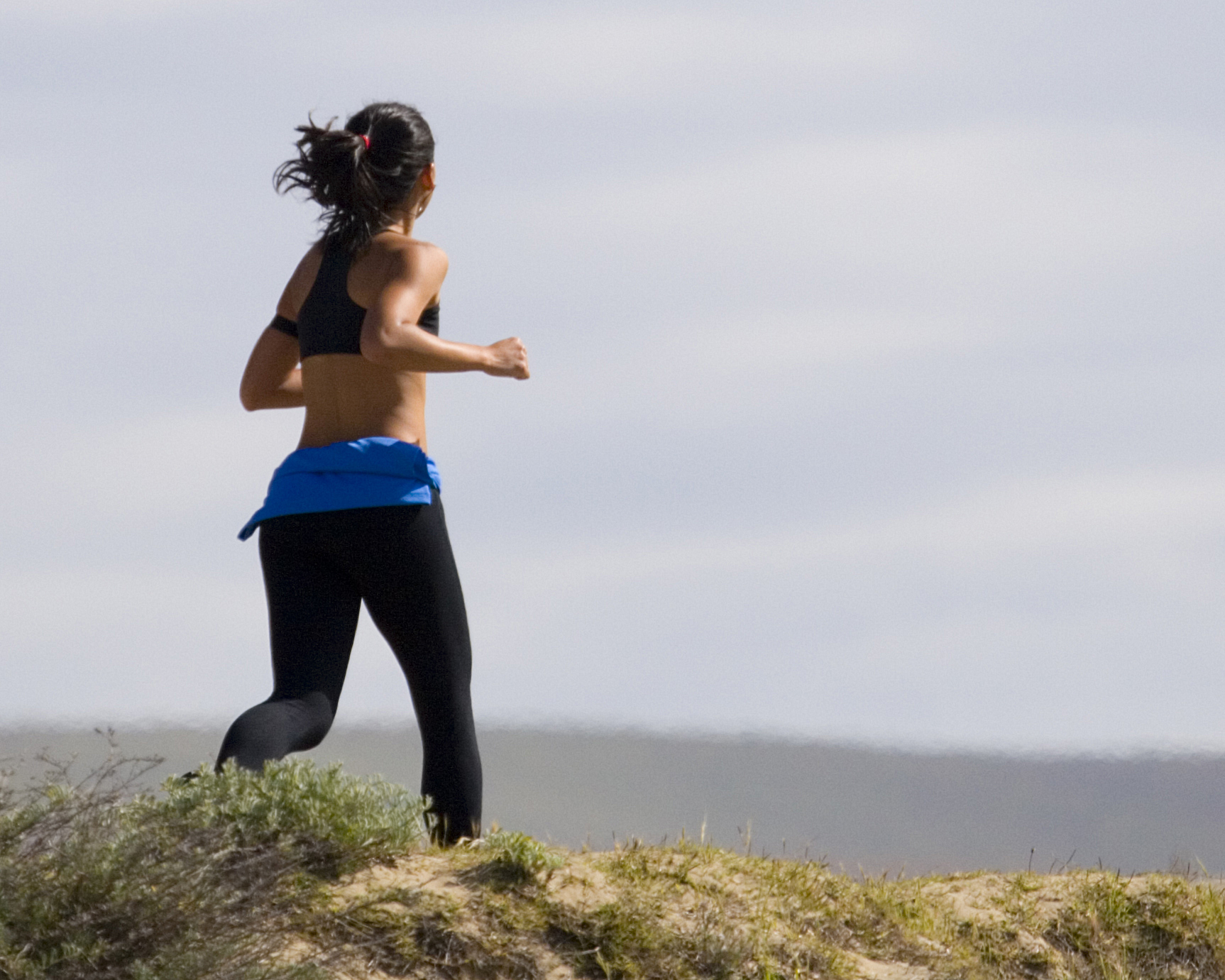

운동의 신경생물학적 효과는 상당하여, 뇌구조(brain structure), 뇌기능(brain function), 인지(cognition)에 상관된 영향을 끼친다. 인간을 대상으로 한 대형 연구에서 하루 30분 정도의 지속적인 유산소 운동(aerobic exercise)는 인지 기능(cognitive function) 향상, 두뇌 유전자 발현(gene expression)의 건강한 대체, 신경가소성(neuroplasticity)과 행동 가소성(behavioral plasticity)에의 혜택을 유도한다. 장기적 효과로는 뉴런 성장(neuron growth) 증가, 신경 활동(neurological activity) 증가(예 : c-Fos 및 BDNF signaling), 스트레스 대처 향상, 행동의 인지적 통제(cognitive control of behavior) 고양, 서술 기억(declarative memory), 공간 기억(spatial memory), 작업 기억(working memory) 향상, 인지적 통제(cognitive control) 및 기억에 관한 뇌구조 및 신경경로(neural pathways) 개선이 있다. 인지에 끼치는 운동의 영향은 아동 및 대학생의 학업 성적(academic performance) 향상, 성인의 생산성(productivity) 향상, 노년의 인지기능(cognitive function) 유지, 특정 신경질환(neurological disorder) 예방 및 치료, 전반적 삶의 질(quality of life) 향상 등이 있다.
건강한 성인에게서, 유산소 운동(aerobic exercise)은 일정한 운동 이후에 인지에 순간적인 영향을 끼치며 몇 달 간 꾸준히 할 경우 지속적인 영향을 끼친다고 밝혀졌다. 런닝, 조깅, 빨리 걷기, 수영, 사이클 등 유산소 운동을 꾸준히 하는 사람들은 주의 조절(attentional control), 억제 조절(inhibitory control), 인지적 유연성(cognitive flexibility), 작업 기억의 갱신 및 수용 능력, 서술 기억, 공간 기억, 정보처리속도(information processing speed) 등 인지 기능을 측정하는 신경정신 기능 및 수행 검사(neuropsychological function and performance test)들에서 점수가 더 높다. 운동이 인지에 끼치는 순간적 영향으로는 주의력(attention), 작업기억, 인지적 유연성, 억제 조절, 문제 해결(problem solving), 의사 결정(decision making) 등 집행 기능(executive function) 대부분의 향상, 운동 후 최대 2시간 동안의 정보처리속도 상승이 있다.
긍정적 정서(positive affect)를 촉진시키고, 부정적 정서(negative affect)를 억제하며, 극심한 심리적 스트레스에 대한 생물학적 반응을 감소시킴으로써, 유산소 운동은 기분과 감정상태에 단기적 장기적 효과를 끼친다. 단기적으로 유산소 운동은 항우울제(antidepressant)이자 도취제(euphoriant)로 작용하지만, 반면 지속적인 운동은 기분과 자존감(self-esteem)을 향상시킨다.
꾸준한 유산소 운동은 다양한 중추신경계통 질환(central nervous system disorder) 관련 증상들을 개선시키고, 이러한 장애들을 위한 보조 치료(adjunct therapy)로 사용될 수 있다. 주요 우울 장애(major depressive disorder)와 주의력결핍 과잉행동장애(attention deficit hyperactivity disorder)에 대한 운동 치료 효과는 명백히 입증되었다. 미국 신경학회(American Academy of Neurology)의 경도인지장애(mild cognitive impairment) 환자를 위한 임상 실습 가이드라인(clinical practice guideline)에서는 실제 임상가들이 1주일에 2번씩 꾸준한 운동을 이 증상을 진단받은 환자들에게 권고할 것을 지시한다. 임상적 증거들에 대한 검토를 통해서도, 알츠하이머병(Alzheimer’s disease)이나 파킨슨병(Parkinson's disease)과 같은 특정 신경변성질환(neurodegenerative disorder)을 앓고 있는 환자들에게 보조치료로서 운동을 권고한다. 꾸준한 운동은 신경변성질환 발병율을 낮춘다고 알려져 있다. 임상전 증거(preclinical evidence)와 신생 임상 증거(emerging clinical evidence)들은 약물 중독(drug addiction) 치료 및 예방에 운동을 보조치료 수단으로 사용할 수 있다는 것을 보여준다. 또한 꾸준한 운동은 뇌암(brain cancer)의 보조치료 수단으로도 제안된다.

## 같이 보기
- 인지 기능
- 정동(affect)
  - 긍정적 정서성
  - 부정적 정서성
- 주의 조절
- 집행 기능
  - 공간 기억
  - 기획(planning)
  - 문제 해결
  - 서술 기억
  - 억제 조절
  - 의사결정
  - 인지적 유연성
  - 작업 기억
  - 주의력
  - 추론